# Лодонгийн Тудэв
Лодонгийн Тудэв (монг. Лодонгийн Түдэв; 9 февраля 1935, сомон Наран (ныне Халиун) Гоби-Алтайский аймак — 12 апреля 2020) — монгольский народный писатель

, журналист, редактор, общественно-политический деятель, доктор философии (1967), почётный профессор Монгольского государственного университета. Герой Труда Монголии. Лауреат Государственной премии Монголии.

## Биография
Сын скотовода. С 1950 по 1953 год учился в школе подготовки учителей в Улан-Баторе, в 1956 году окончил столичный Педагогический институт, работал учителем. С 1964 по 1967 год продолжил учёбу в Московской академии общественных наук при ЦК КПСС, позже окончил аспирантуру Академии общественных наук в Москве.
Лодонгийн Тудэв — один из самых известных общественных деятелей Монголии. Занимал ответственные политические должности, был председателя Афро-азиатского комитета солидарности и межпарламентской группы парламента, заместителем председателя Союза писателей Монголии (1967—1973), в 1973—1976 годах возглавлял Союз монгольских писателей, первым секретарём Центрального комитета Монгольского Ревсомола (1973—1985), председателем Союза журналистов Монголии. Работал главным редактором газет «Искусство и литература» и «Унэн». С 1988 по 1990 год занимал пост президента Фонда культуры Монгольской Народной Республики.
В 1990 году был избран одним из пяти членов Президиума ЦК Монгольской народной революционной партией (МНРП), позже — Монгольская народная партия.
На президентских выборах в 1993 году был выдвинут Монгольской народной революционной партией (МНРП) кандидатом на пост руководителя государства, но проиграл Пунсалмаагийн Очирбату.
После выборов ушёл из политики и основал свою собственную газету, которая занимается историческими, культурно-художественными и религиозными вопросами. Являлся редактором самого обширного литературного проекта в Монголии — 108-томной антологии монгольской литературы. Впоследствии занимался публицистической и издательской деятельностью.

## Творчество
Дебютировал в 1950-х годах как поэт и детский писатель.
Автор крупных художественных произведений, романов, рассказов, лирических стихов, книг по истории монгольской литературы. Соавтор сценария фильма «Через Гоби и Хинган».
Эстетический эффект романов писателя, в частности, основан на оригинальном синтезе традиций древне-монгольского повествовательного искусства и новых форм, поэтических описаниях природы и нюансах чувств.
С 2001 года является членом Всемирной Академии литературы.

## Избранные произведения
Романы
- «Горный поток» (1960),
- «Перекочевка» (1964),
- «Кочевки. Оседлость» (1973, о созидании новой жизни в Монголии),
- «Храм без крыши» (1986)

Автобиографические повести
- «Открывая мир…» (1970),
- «Первый год Республики» (1981)

## Награды
- Герой Труда Монголии
- Орден Сухэ-Батора
- Орден Дружбы народов (1979 год, СССР)
- Государственная премия